# Hińczowa Turnia
Hińczowa Turnia (niem. Hinzenseeturm, słow. Hincova veža, węg. Hincó-tavi-torony, 2372 m) – szczyt w Wołowym Grzbiecie (Volí chrbát) w Tatrach Wysokich. Znajduje się w głównej grani Tatr na granicy polsko-słowackiej.
Jest to pierwsza od zachodu turnia w Wołowym Grzbiecie. Od sąsiedniego na zachód Mięguszowieckiego Szczytu Czarnego (Východný Mengusovský štít, 2405 m), oddzielona jest Czarnostawiańską Przełęczą (Východné Mengusovské sedlo, 2336 m). W dawniejszej literaturze tatrologicznej do masywu Hińczowej Turni zaliczano odcinek Wołowego Grzbietu aż do Wołowej Przehyby. Szczegółowe nazwy poszczególnym turniom i przełączkom nadał w 1981 roku Arno Puškáš w 7. tomie swojego przewodnika. W obecnym ujęciu Hińczowa Turnia znajduje się między Czarnostawiańską Przełęczą na zachodzie a Hińczową Szczerbiną (Hincova štrbina, 2362 m) na wschodzie. Północna ściany Hińczowej Turni opadająca do Wyżniego Czarnostawiańskiego Kotła ma wysokość 230 m. W jej dolną część wcina się olbrzymi komin, który górą rozgałęzia się na dwie płytkie depresje. Prawa (patrząc od dołu) zmierza w kierunku szczerbinki pod zachodnim wierzchołkiem Hińczowej Turni, lewa ku Hińczowej Przehybie. Ściana południowa opada do Doliny Hińczowej. Ku Czarnostawiańskiej Przełęczy Hińczowa Turnia opada niemal pionowym uskokiem o wysokości około 40 m. Podobnym, również pionowym, ale niższym uskokiem opada do Hińczowej Szczerbiny, natomiast jej grzbiet jest niemal płaski i poziomy, co nadaje jej prostokątny kształt.
Nazwa Hińczowej Turni pochodzi od Hińczowych Stawów. W dawniejszej literaturze błędnie opisywano topografię Hińczowej Turni. Według Wielkiej Encyklopedii tatrzańskiej Hińczowa Turnia jest zwornikiem dla bocznej, południowej grani Wołowca Mięguszowieckiego (Mengusovský Volovec). To lokowałoby ją równocześnie nad Doliną Hińczową i Doliną Żabią Mięguszowiecką. Również opis Arno Puškáša jest niejasny, bo dwuznaczny. Błędnie zaznaczona jako zwornik jest także Hińczowa Turnia na polskiej mapie, ale dobrze na słowackiej. Władysław Cywiński uważa, że prawdopodobnie zarówno Witold Henryk Paryski, jak Arno Puškáš miejsce to opisywali w widoku z daleka, nie badając na miejscu. W rzeczywistości zwornik dla grani Wołowca Mięguszowieckiego znajduje się na wschód za Hińczową Szczerbiną. Jest to Hińczowy Zwornik, opisany i nazwany przez W. Cywińskiego. Hińczowa Turnia nie leży więc nad Żabią Doliną Mięguszowiecką.
Na północnej ścianie Hińczowej Turni znajdowała się ostro wcięta na głębokość około 4 m szczerbinka z zamontowanym dużym gwoździem. W 1966 roku nastąpił obryw, w wyniku którego nad szczerbinką ze zwalonych głazów powstał most skalny. Składa się on ze skalnego bloku o wymiarach 2 × 2 m i grubości 1 m. Pod blokiem tym znajduje się okno skalne. Jest widoczne z Doliny Hińczowej i z grani Wołowego Grzbietu.

## Taternictwo
Pierwsze odnotowane wejścia
- latem – Karol Englisch, Johann Hunsdorfer 30 lipca 1903 r.[4]
- zimą – Mieczysław Lerski, Jerzy Maślanka 21 marca 1910 r.[4]

Drogi wspinaczkowe
1. Grań od Czarnostawiańskiej Przełęczy do Wielkiej Wołowej Szczerbiny; II w skali tatrzańskiej, 1 godz. 30 min, na Hińczową Turnię 15 min[5]
2. Północno-wschodnią ścianą; IV, 2 godz.[5]

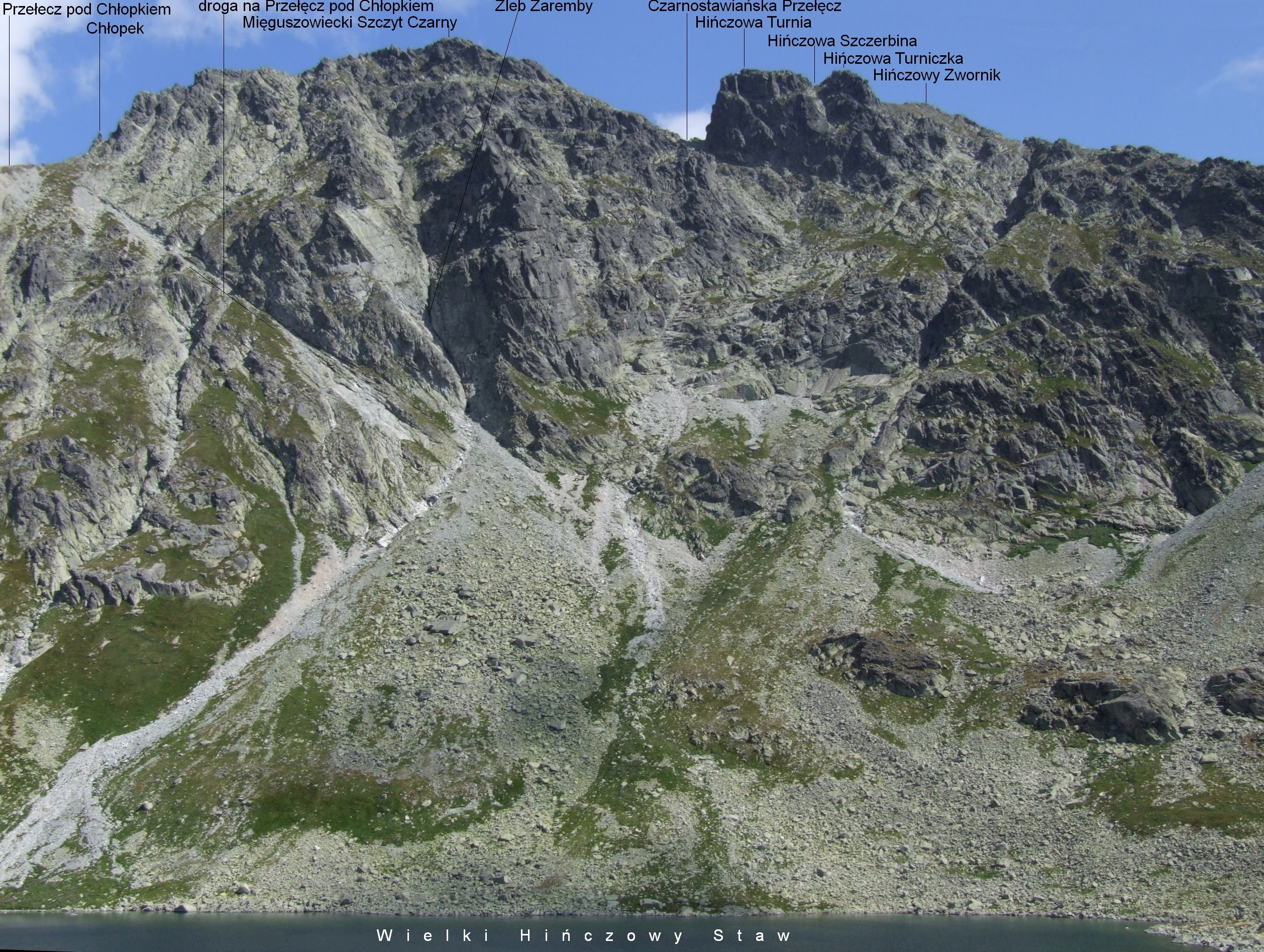
Widok znad Wielkiego Hińczowego Stawu
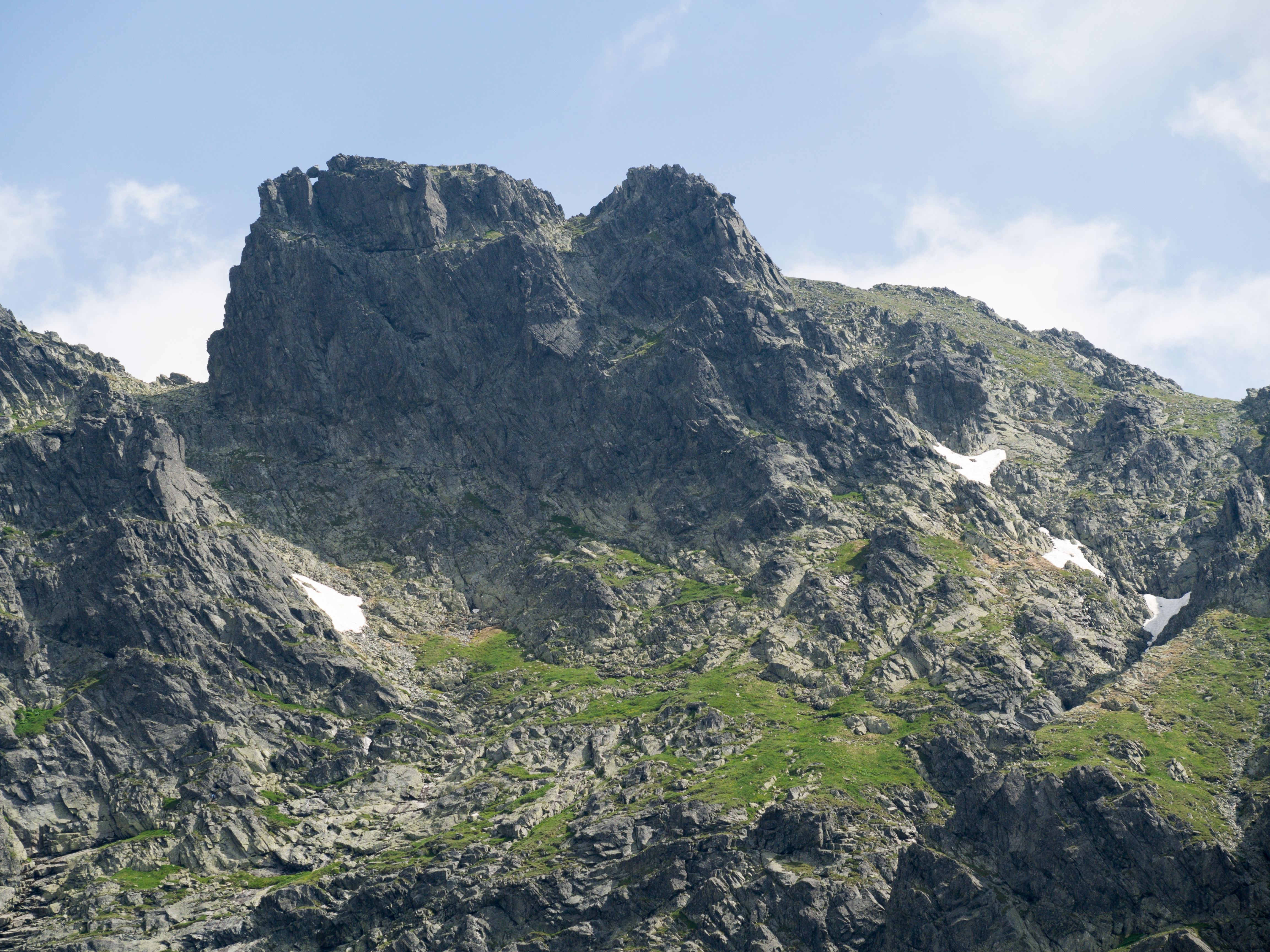
Widok z Doliny Hińczowej, widoczne okno skalne
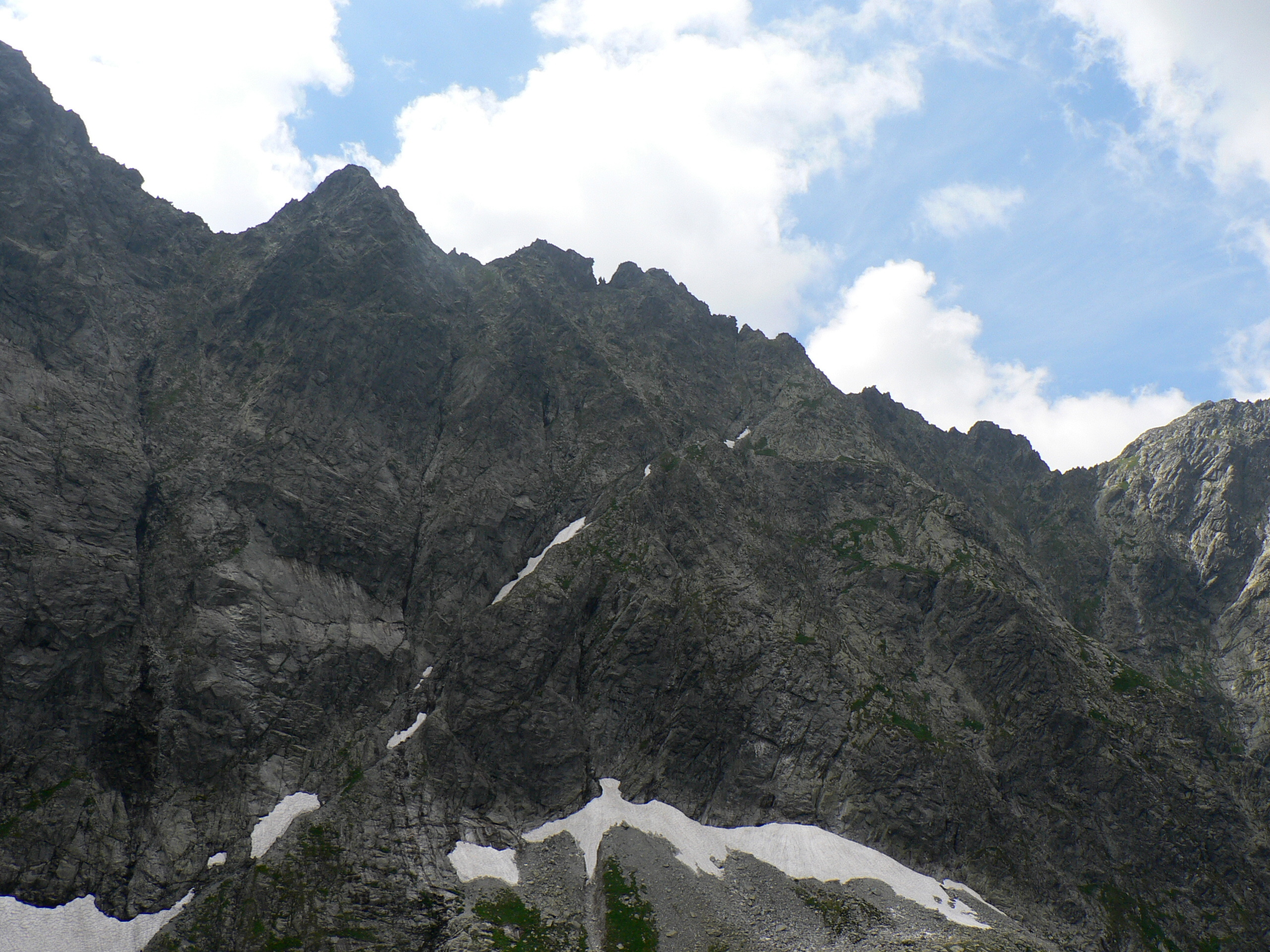
Wołowy Grzbiet od Wołowej Turni do Czarnostawiańskiej Przełęczy
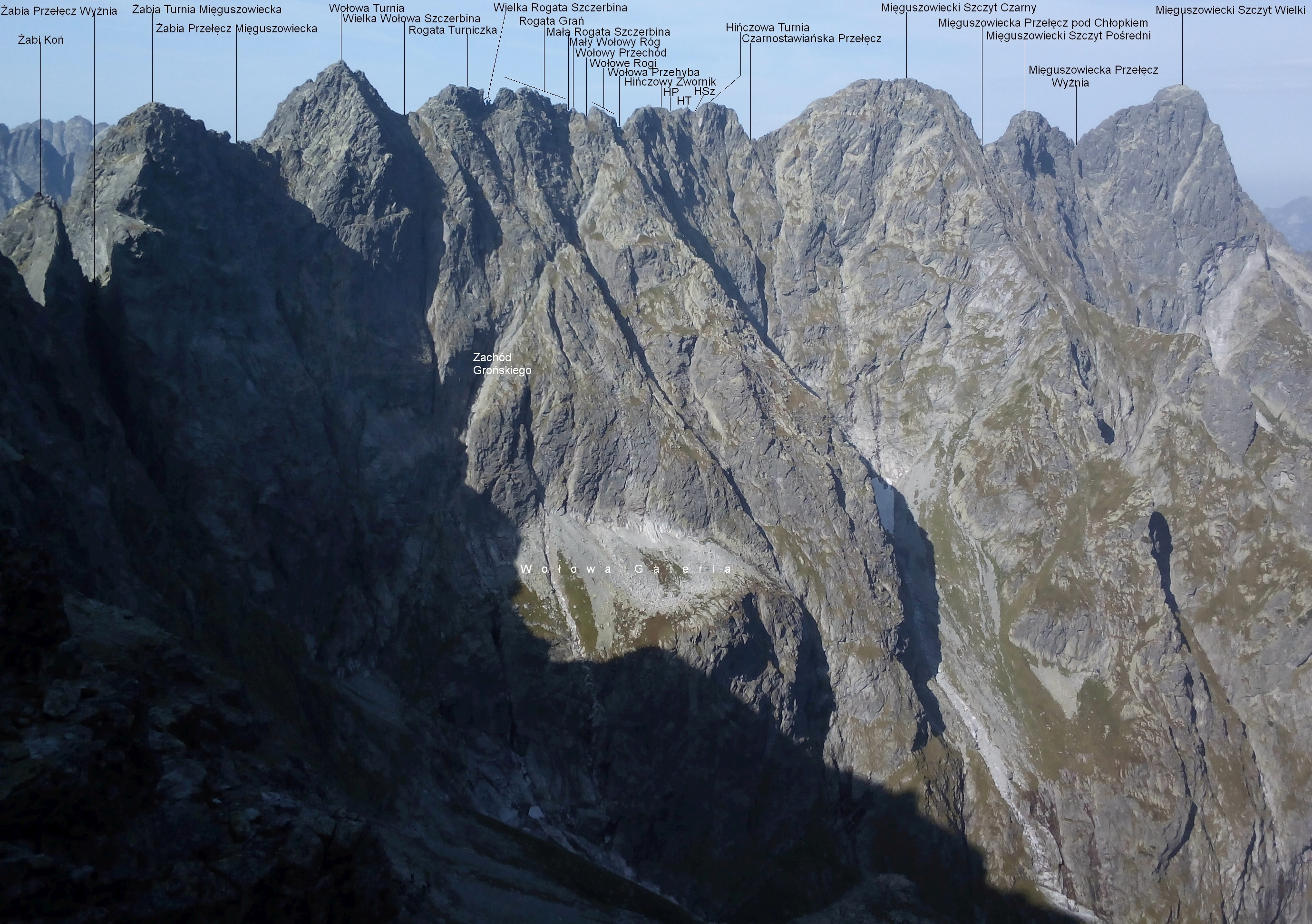
Widok z Niżnich Rysów
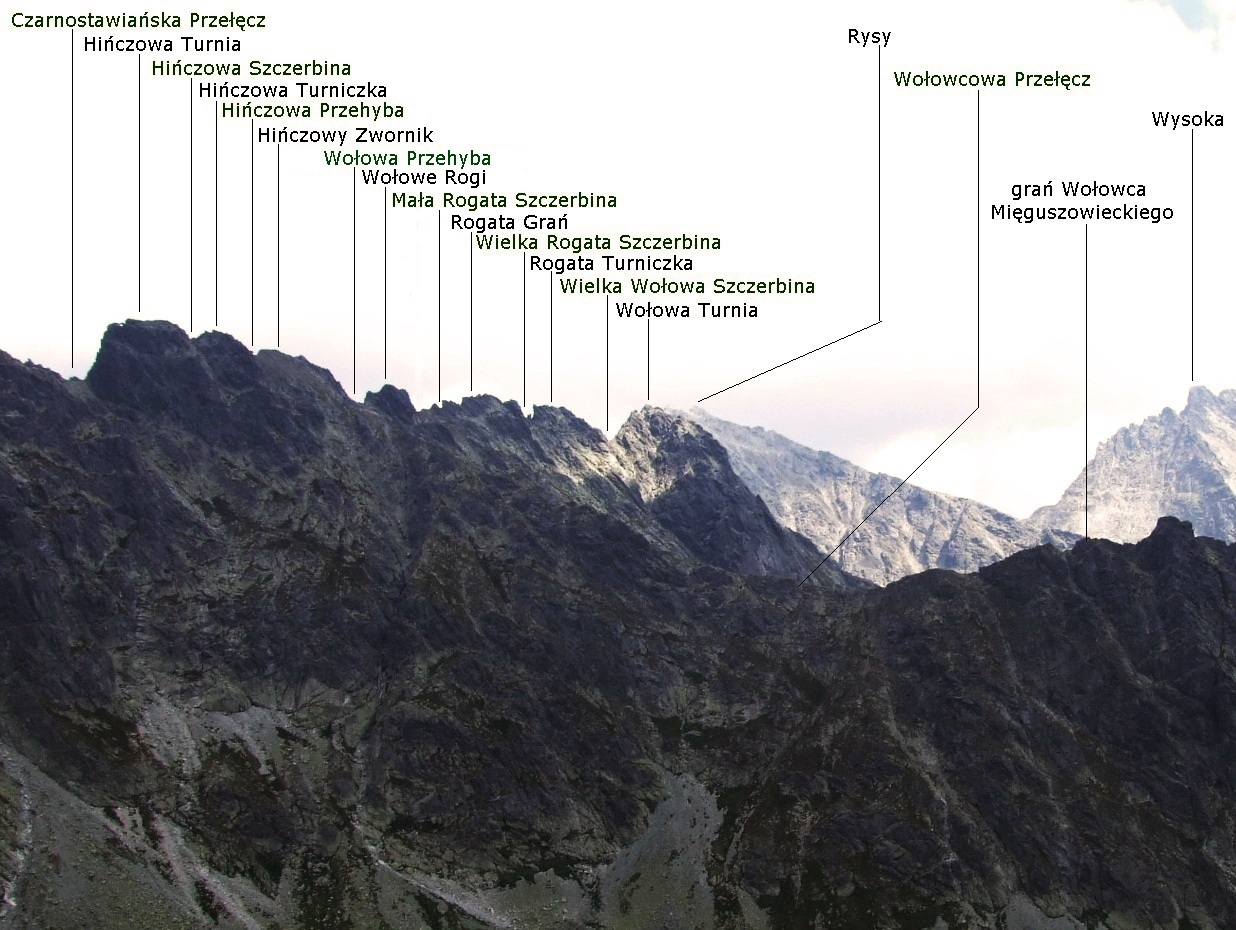
Widok z Koprowego Wierchu